# 植田氏
植田氏（うえたし）は、平安時代後期から戦国時代にかけての日本の武家、讃岐国の讃岐氏の一族である。初期の頃には殖田とも記される。家紋は扇。

## 概要
讃岐国の春日川流域に興った土豪で、平安時代末期の源平合戦（治承・寿永の乱）の屋島の戦いでは、源氏方で参戦している。室町時代は、讃岐国守護の細川管領家、守護代安富氏の臣下に入り、讃岐国山田郡の領主。代々戸田城を主城とするが、戦国時代になり土佐国の長宗我部元親の侵攻により、落城した。豊臣秀吉軍による四国平定後は、豊臣方に臣従している。

## 出自
神櫛皇子（12代景行天皇の第17皇子）の末裔で、讃岐氏の系譜。神櫛皇子の孫の須賣保礼命が讃岐国造となり、その子孫は讃岐ノ直、讃岐ノ公、讃岐ノ朝臣などを下賜され、代々讃岐氏と称されていた。その讃岐氏の庶流が平安時代後期の頃から植田を称するようになっていく。

## 歴史

### 初期
植田氏は山田郡植田（現・香川県高松市東植田・西植田）を拠点し、戸田城を居城としていた。讃岐氏から出た一族が、平安時代後期の頃より次第に武士化し、当時の支配体制である惣領制により、その勢力を強めていったと思われる。同じ郡内で、一族から神内氏、三谷氏、十河氏が分家して、同族武士集団を形成していった。元暦2年、源平合戦（治承・寿永の乱）の屋島の戦いでは若狭允植田信則が源氏の陣に属して戦い、戦功を上げている。

### 南北朝・室町時代
室町幕府の成立直後には、細川定禅の兄の細川顕氏が讃岐守護になっている。当時の讃岐の国人の形勢は、北朝方に香西氏、三木氏、宅間氏、寒川氏、南朝方に羽床氏がついていたが、植田氏の動向は定かではない。康安元年（1361年）になり、幕府の内紛により、執事の細川清氏は京から追放される。その後、南朝方に転じて讃岐三木郡白山の麓に陣を置き、兵を募った。植田氏一族の神内次郎景辰、三谷八郎景之、十河首領十郎（3兄弟で植田景保の子）が、これに応じている。貞治元年（1362年）清氏追討の命を受けた従兄弟の細川頼之との間で白峰合戦が起こり、清氏は頼之の陽動作戦で高屋城に居たところを急襲され、討ち死にした。頼之はそのまま讃岐守護に追認され、また土佐の守護にも任じられて、四国管領と呼ばれるようになる。それに伴い、家臣の関東武士の香川氏、安富氏、由佐氏、奈良氏が入部した。東讃の守護代は安富氏、西讃は香川氏が守護代となる。頼之は讃岐を治下に入れ、国人の被官化を進めていった。南朝方であった植田一族も頼之守護、安富守護代の臣下として、これに従うようになる。
応仁元年（1467年）、管領家の畠山氏、斯波氏の家督争いから始まり、細川勝元と山名宗全の勢力争いに発展した応仁の乱が勃発。植田氏、神内氏、三谷氏、十河氏の植田一族も、守護代安富元綱氏の指揮下で出陣し合戦している
。讃岐の武将では香川氏、香西氏、奈良氏、羽床氏、長尾氏、寒川氏も東軍で戦っている。　　　　　

### 戦国時代
讃岐では統一的な戦国大名は出現せず、諸将が割拠していた。細川京兆家の衰退により争乱状態に入ると、阿波の三好氏が讃岐にも勢力を及ぼすようになってきたが、植田一族は三好勢と結び他の国人と抗争している。。
その後、土佐の長宗我部氏が次第に勢力を増し、他国へ侵攻するようになってきた。これに対し、植田一族は三好氏と結びつきを強め、長宗我部氏の勢力に対抗している。跡継ぎのいなかった十河家では、三好家から三好一存（三好実休の弟）を養子に迎え、その跡の十河存保も養子で、更に三好家の家督も承継している。天正10年（1582年）6月2日、本能寺の変が起こり、この後長宗我部元親は讃岐に侵攻を始め、天正12年（1584年）までにはほぼ全域が長宗我部軍によって制圧された。この時、戸田城も敵陣に包囲され落城している。天正13年（1585年）6月、羽柴秀吉の四国征伐があり、長宗我部氏は敗北し、土佐一国に減封されている。讃岐は戦功のあった仙石秀久に、また十河存保には二万石が与えられた。四国平定後、植田氏は仙石秀久が率いる秀吉軍の九州征伐に従軍したが、天正14年（1586年）12月島津氏との戸次川の戦いで惨敗を喫した。植田美濃守安信は戸次川の戦いから帰国した後、剃髪し隠居している。これ以降、植田氏の軍事的行動は途絶えている。

## 代表的人物
- 植田政景 - 讃岐氏から、初めて植田姓を名乗る
- 若狭允信則 - 源平合戦・屋島の戦いで功績をあげる
- 若狭允景勝 - 藤尾山に八幡宮を建立（現・藤尾八幡神社）[8]
- 若狭允景保 - 南北朝の頃の人物、細川清氏の臣下になった植田3兄弟の父
- 美濃守景隆（安信） - 戦国時代、戸田城の落城時の城主

## 家紋
扇。開き扇、丸に並び扇などの種類。貞治元年（1362年）夏、白山の麓の陣で、細川清氏に神内次郎景辰、三谷八郎景之、十河首領十郎が拝謁した際、扇3本が与えられ賞された。扇の家紋はこの古事に基づいている。

## 古事・伝承
- 源義経の名馬太夫黒を祈祷した古事（高松市香川町）[10][11]
義経の名馬太夫黒が患ったので、伊野原の門司植田越後守明光は神職滝居左京を従い、屋島の陣所を訪れる。急なことなので、左京が弊無しで祈祷したところ太夫黒は全快した。義経はこれを喜び、左京に愛臣佐藤継信の姓を与えたという。当地に弊無坂の地名が残る。
- 神櫛王・王妃像の伝承[12][13]
植田妙光はこの地に明光寺を建てたが、神櫛王の後裔にて、王・王妃像を造りを寺内に安置した。しかし、天正年間の兵火により、所在がわからなくなったが、元禄の時に発掘され、井原神社に合祀された。